# Nakhon Ratchasima (stad)

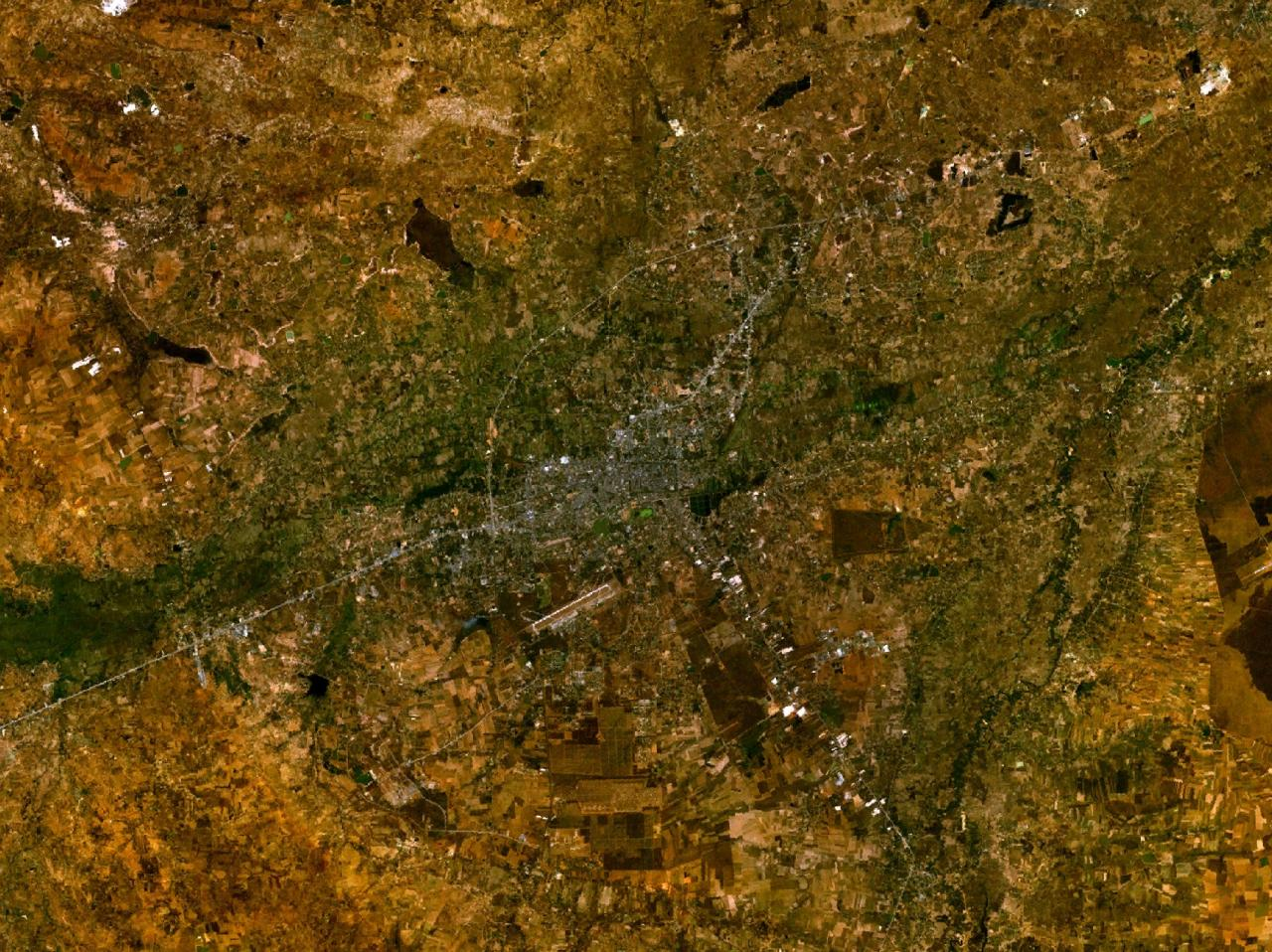
Satellietfoto Nakhon Ratchasima en omgeving

Nakhon Ratchasima (Thai: นครราชสีมา, ook wel Khorat of Korat genoemd) (ligging: 15°0'N 102°6'O) is een stad in Noordoost-Thailand. Nakhon Ratchasima is hoofdstad van de provincie Nakhon Ratchasima en het district Nakhon Ratchasima. De stad telde 204.391 inwoners bij de volkstelling van 2000, waarmee het de vijfde stad van Thailand is na Bangkok, Samut Prakan,
Nonthaburi en Udon Thani.
Nakhon Ratchasima wordt beschouwd als de poort naar het noordoosten (Isaan), alle hoofdwegen en spoorlijnen van Isaan komen hier samen en gaan door naar Bangkok. Nakhon Ratchasima is ook de naamgever voor het plateau dat het grootste deel van het noordoosten van Thailand beslaat, het Khorat Plateau. De heldin van de stad is Thao Suranari.
Nakhon Ratchasima ligt op de historische scheiding tussen de Thai enerzijds en de Laotianen en Khmer anderzijds. In de loop van de geschiedenis is de stad dan ook twistpunt geweest tussen de verschillende rijken in het gebied.
Sinds 1965 is de stad de zetel van het rooms-katholieke bisdom Nakhon Ratchasima.

## Geschiedenis
Over de vroege geschiedenis is weinig bekend alhoewel er wel aanwijzingen bestaan dat het gebied van de stad al in het begin van de jaartelling bewoond is geweest. Er zouden zich diverse oudere koninkrijken en stadstaten hebben gevestigd. Hieronder zou zijn geweest Sri Canasa een boeddhistische Mon staat die van de 7e tot de 9e eeuw in het gebied gevestigd zou zijn geweest. Dit rijk werd echter veroverd door het Khmer-rijk
De stad bestaat zeker al sinds de 14e eeuw als een voorpost van het koninkrijk Sukhothai tegen het Khmer-rijk. Later werd de stad vaak een twistpunt in oorlogen tussen Lan Xang en het koninkrijk Ayutthaya.
In 1826 werd de stad belaagd door een invasie van Vientiane onder leiding van koning Anouvong. De invasie werd mede door toedoen van de vrouw van de gouverneur van de stad Khunying Mo gestopt en de stad werd gered. Koning Rama III verleende Khunying Mo de eretitel Thao Suranari, dat dappere vrouw betekent.
In de Vietnamoorlog was bij Nakhon Ratchasima een luchtmachtbasis van de Verenigde Staten. Door de aanleg van wegen in het noordoosten van Thailand voor de Amerikaanse strijdkrachten werd de economische ontwikkeling van de stad versneld.

## Bekende personen
Bekende personen uit Nakhon Ratchasima:
- Thao Suranaree (1772-1852), nationale heldin
- Udomporn Polsak (1981), gewichtheffer